# Kerophora sicula
Kerophora sicula är en tvåvingeart som beskrevs av Brown 1988. Kerophora sicula ingår i släktet Kerophora och familjen puckelflugor. Inga underarter finns listade i Catalogue of Life.